# كليفورد غري
كليفورد غري (بالإنجليزية: Clifford Grey)‏ (و. 1887 – 1941 م) هو كاتب أغاني، وملحن، وكاتب سيناريو، وشاعر غنائي، وممثل أفلام بريطاني، ولد في برمينغهام، توفي في إبسوتش، عن عمر يناهز 54 عاماً، بسبب نوبة قلبية.

## التعليم
تعلم في King Edward VI Camp Hill School for Boys ‏
.

## وصلات خارجية
- كليفورد غري على موقع IMDb (الإنجليزية)
- كليفورد غري على موقع ميوزك برينز (الإنجليزية)
- كليفورد غري على موقع أول موفي (الإنجليزية)
- كليفورد غري على موقع قاعدة بيانات برودواي على الإنترنت (الإنجليزية)
- كليفورد غري على موقع ديسكوغز (الإنجليزية)
- كليفورد غري على موقع قاعدة بيانات الفيلم (الإنجليزية)